# Louis-Émile Décorchemont
Louis-Émile Décorchemont né à Saint-Pierre-d'Autils le 11 juillet 1851 et mort à Conches-en-Ouche le 21 janvier 1920 est un sculpteur français.

## Biographie
Issu d'une famille de sculpteurs, Louis-Émile Décorchemont est élève à l'École des beaux-arts de Paris dans les ateliers d'Aimé Millet et d'Auguste Dumont. Il expose au Salon des artistes français à partir de 1877 avec un Jeune martyr en plâtre (musée des Beaux-Arts de Bernay) et obtient une médaille de troisième classe en 1878 pour le plâtre de son Oreste poursuivi par les Furies (localisation inconnue).
Devenu professeur de sculpture à l'École des arts décoratifs de Paris, il continue à recevoir des commandes de sa région natale : il exécute en bronze un Monument à Dupont de l'Eure pour la ville du Neubourg en 1881, dont le modèle en plâtre sera présenté au Salon de 1882. Il réalise une fontaine monumentale pour la place de l'hôtel de ville d'Évreux en 1882 et une autre en 1888 pour Bayeux, participe aux décors sculptés de l'hôtel de ville de Vernon et est associé à la réalisation du Monument au docteur Auzoux, pour la ville du Neubourg en 1890. Beaucoup de ses réalisations monumentales ont été détruites sous le régime de Vichy, victimes de la mobilisation des métaux non ferreux à fin d'armement.
Ami du peintre Jean-Léon Gérôme, il l'assiste dans ses expériences en sculpture, et aurait achevé après la mort de ce dernier sa statue Corinthe exposée ensuite au Salon des Artistes français en 1904.
Son fils François Décorchemont (1880-1971) deviendra céramiste et verrier.

## Œuvres dans les collections publiques
- Arnières-sur-Iton, cimetière : Gisant de Marie Dugit-Pinat de Queige, 1876.
- Bayeux : fontaine de Bayeux, dite La belle Popée, 1888, statue en pierre[3],[4].
- Beaumont-en-Auge, place du colonel Langlois : Monument à Jean-Charles Langlois, 1885, statue en bronze, envoyée à la fonte dans le cadre de la mobilisation des métaux non ferreux sous le régime de Vichy.
- Bernay, musée des Beaux-Arts : Jeune martyr, 1877, plâtre.
- Breteuil, à l'intersection de l'avenue Fernand-Prévost et de la rue des Lavandières : Monument à Théodule Ribot, 1893, buste en bronze, envoyé à la fonte sous le régime de Vichy.
- Conches-en-Ouche, jardin public : Monument au docteur Lampérière, 1894, buste en bronze, envoyé à la fonte sous le régime de Vichy.
- Évreux :
  - musée d'Évreux : Alphonse Chassant, 1877, buste en bronze.
  - place du Général-de-Gaulle : fontaine monumentale, 1881.
- Le Neubourg, place Dupont de l'Eure : Monument à Dupont de l'Eure, 1881, statue en bronze, envoyée à la fonte sous le régime de Vichy. Elle a été remplacée par une statue réalisée par Roger Courroy représentant l'homme d'État debout[5].
- Paris, hôtel de ville, façade : Barye, 1882, statue en pierre[6].
- Pont-Audemer, musée Alfred-Canel : Oreste poursuivi par les Furies, 1878, plâtre, localisation actuelle inconnue.
- Saint-Aubin-d'Écrosville, place de l'église : Monument à Louis Auzoux, 1896, buste en bronze, envoyé à la fonte sous le régime de Vichy.
- Verneuil-sur-Avre, jardin de l'hôtel de ville : Monument à Aubéry Du Boulley, 1890.
- Vernon : Monument aux Mobiles de l'Ardèche[7], inauguré le 26 novembre 1873.

Œuvres de Louis-Émile Décorchemont
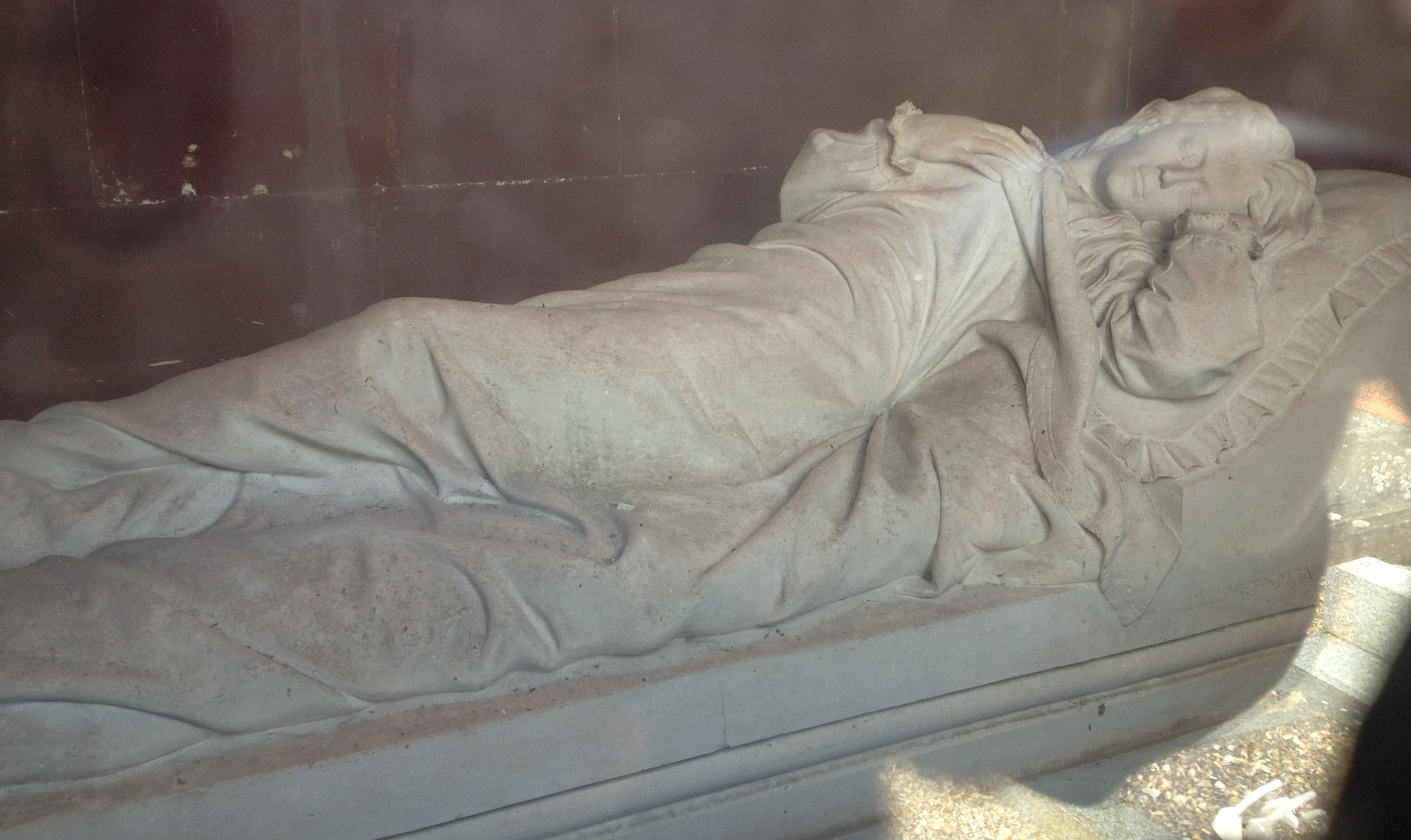
Gisant de Marie Dugit-Pinat de Queige (1876), Arnières-sur-Iton.
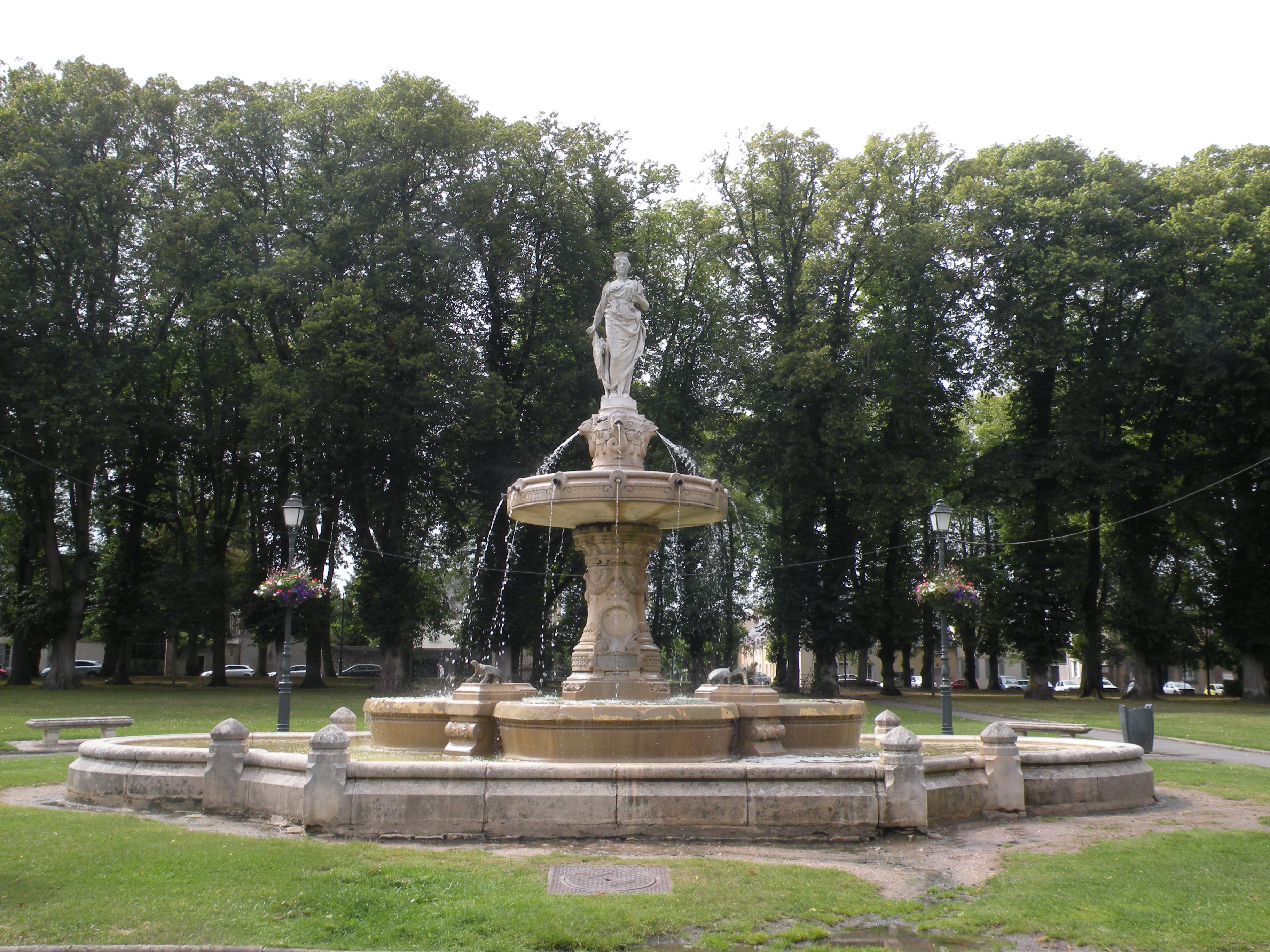
Fontaine de Bayeux, dite La belle Popée (1888).
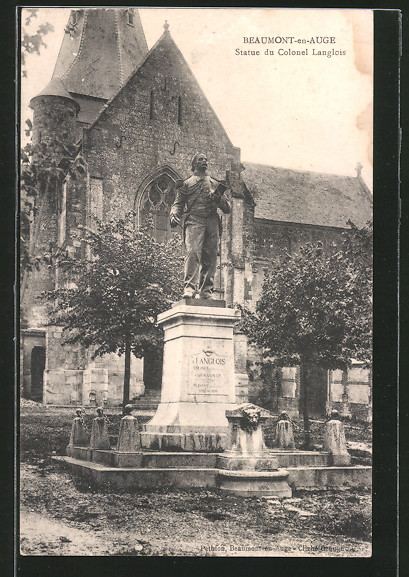
Monument à Jean-Charles Langlois (1885), Beaumont-en-Auge.
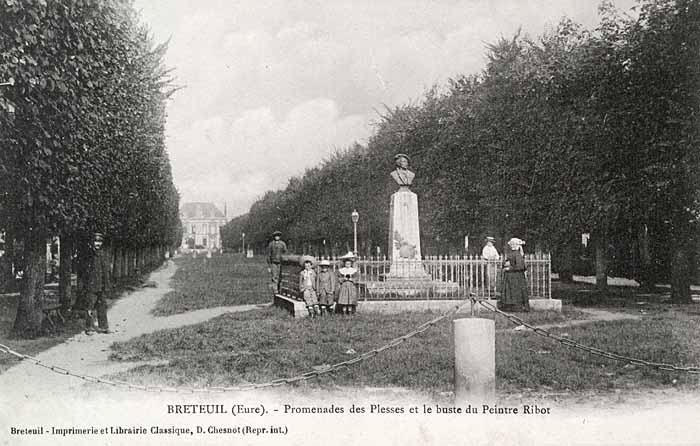
Monument à Théodule Ribot (1893), Breteuil.
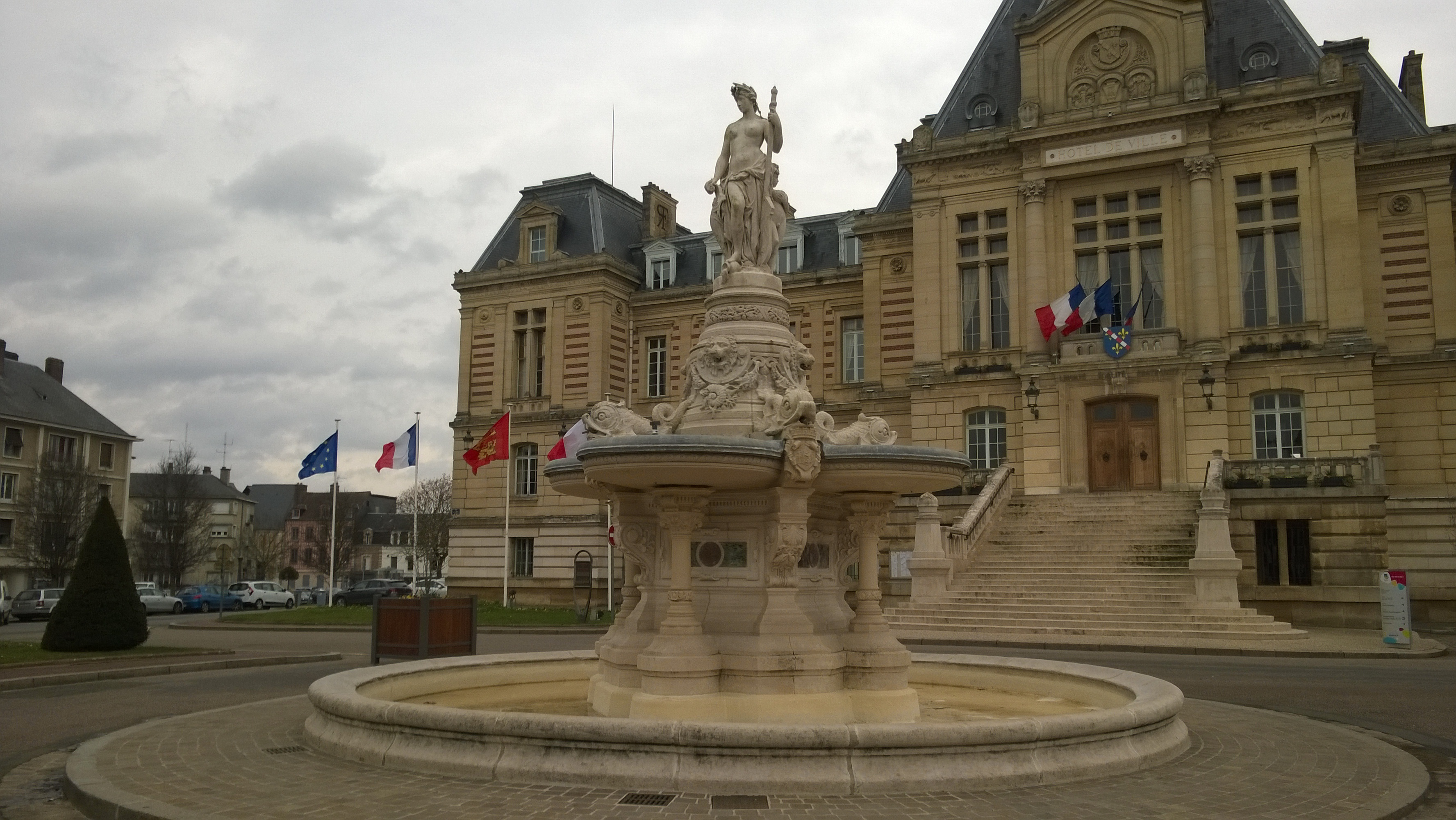
Fontaine monumentale d'Évreux (1881).
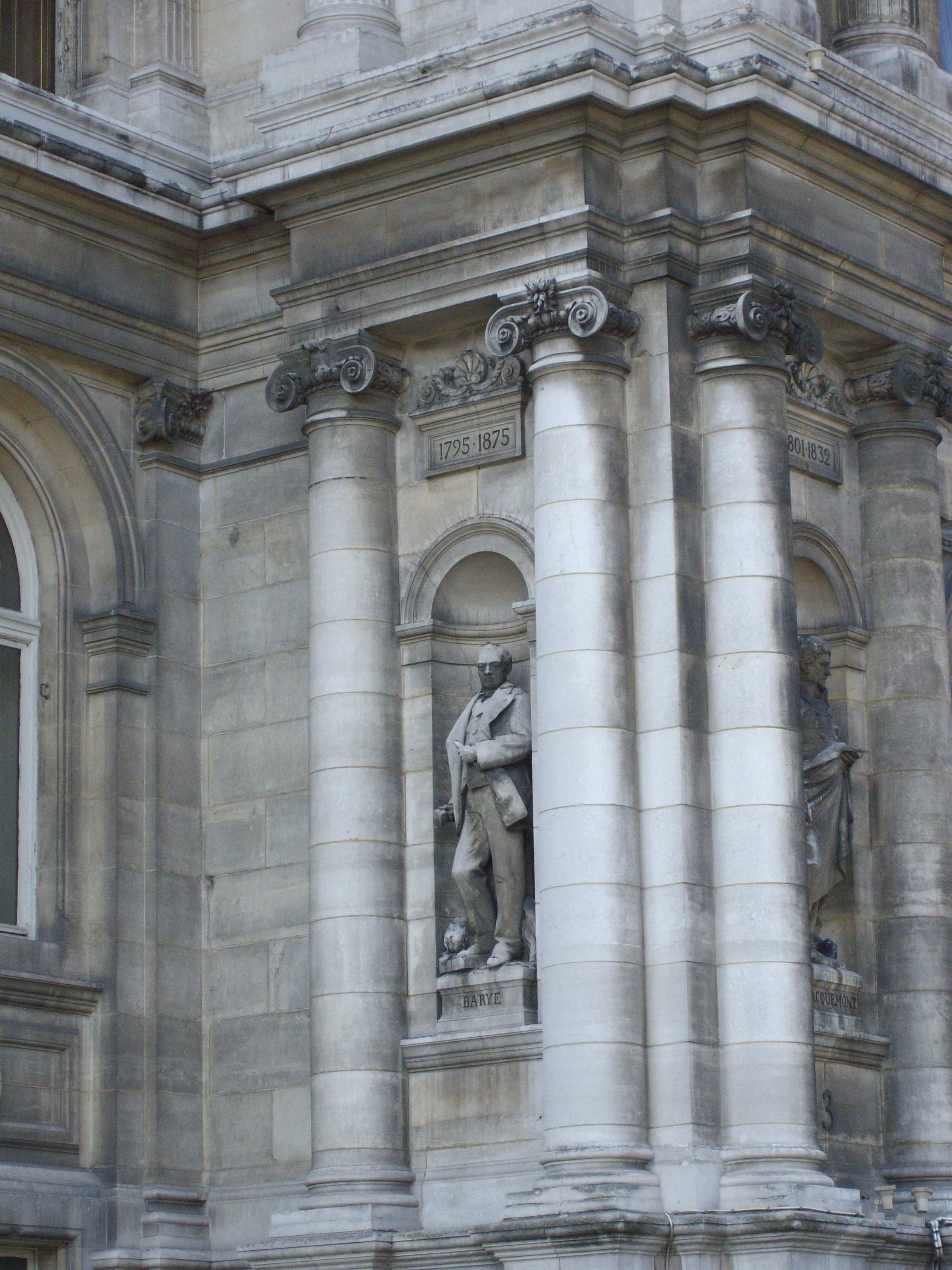
Antoine-Louis Barye (1882), façade de l'hôtel de ville de Paris.
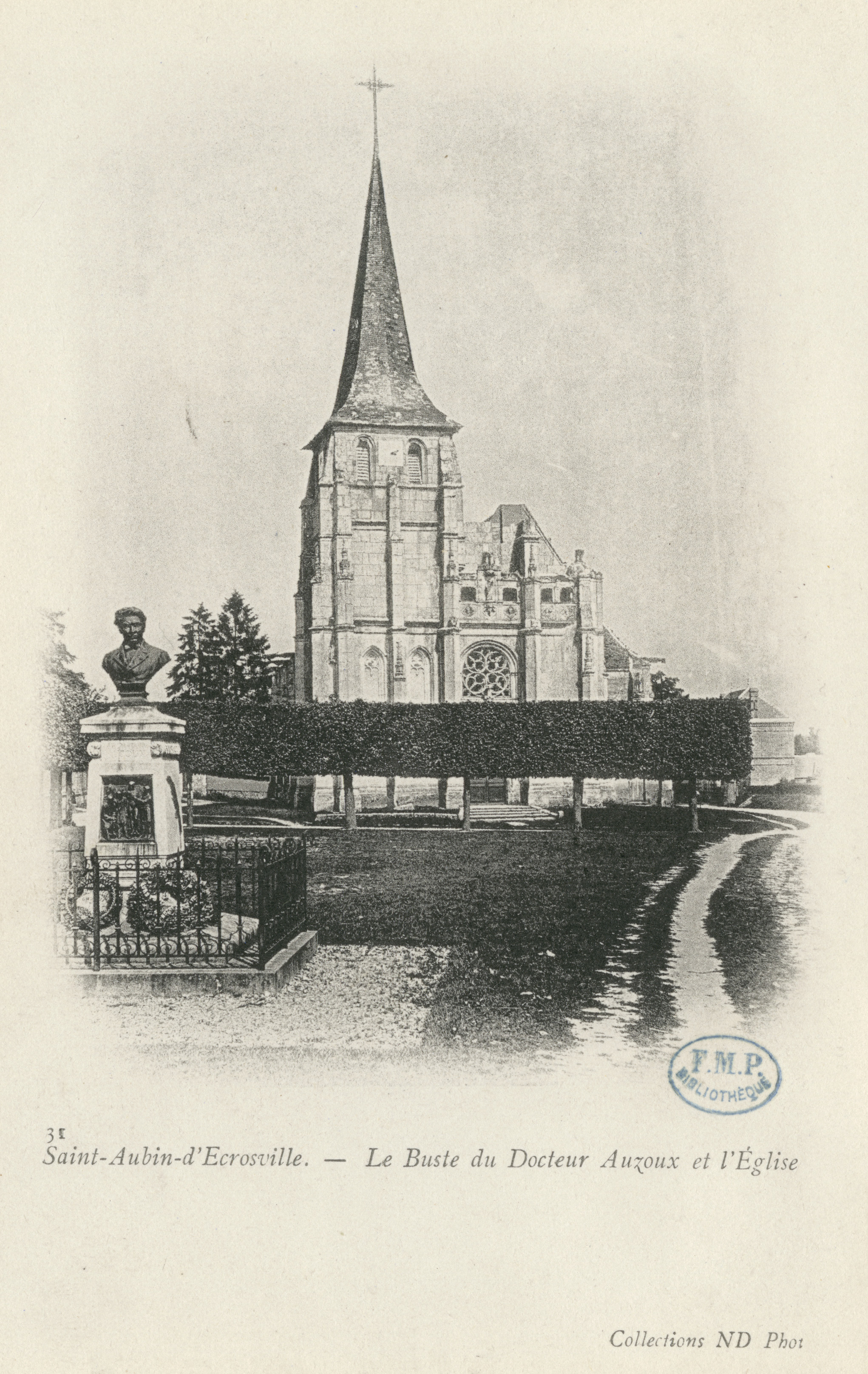
Monument à Louis Auzoux (1896), Saint-Aubin-d'Écrosville.
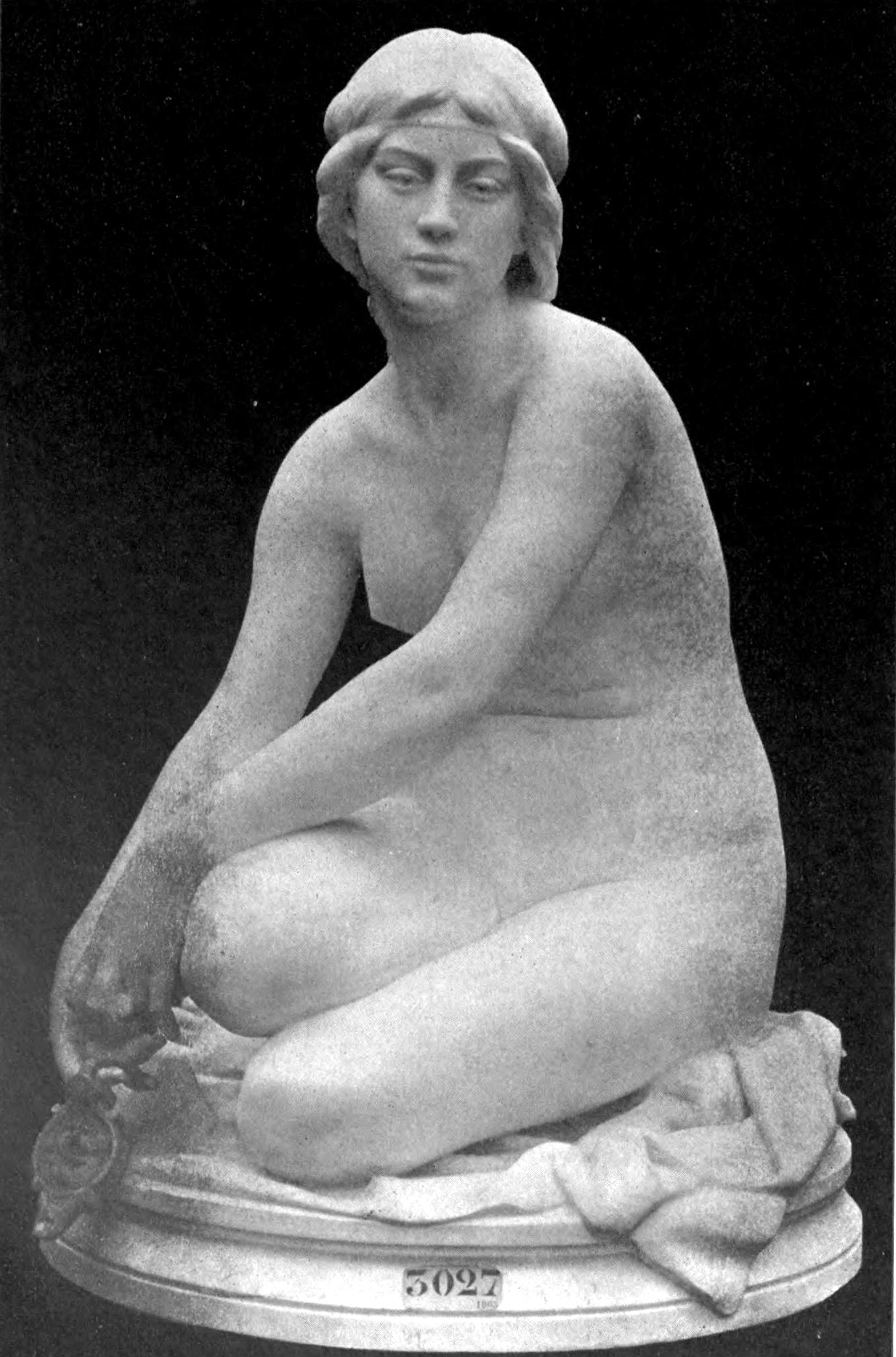
Psyché (Salon 1905), musée d'Orsay[8].